# Hop'la
Ne doit pas être confondu avec Hop-là ! ou The Hop La !.
Hop'la est une coopérative agricole située dans l'Eurométropole de Strasbourg, à Oberhausbergen. Créée en 2012, elle a permis le développement de la vente directe des agriculteurs aux consommateurs, selon le principe du circuit court.

## Historique
En 2005, six exploitants agricoles, constatant que la vente directe sur les marchés est très dépendante des aléas climatiques, réfléchissent à l'aménagement d'une plate-forme destinée à la vente directe, ne vendant que des produits locaux, de saison et dont la production est respectueuse de l'environnement. Un premier groupe de réflexion se crée en 2006 et rassemble quatorze agriculteurs.

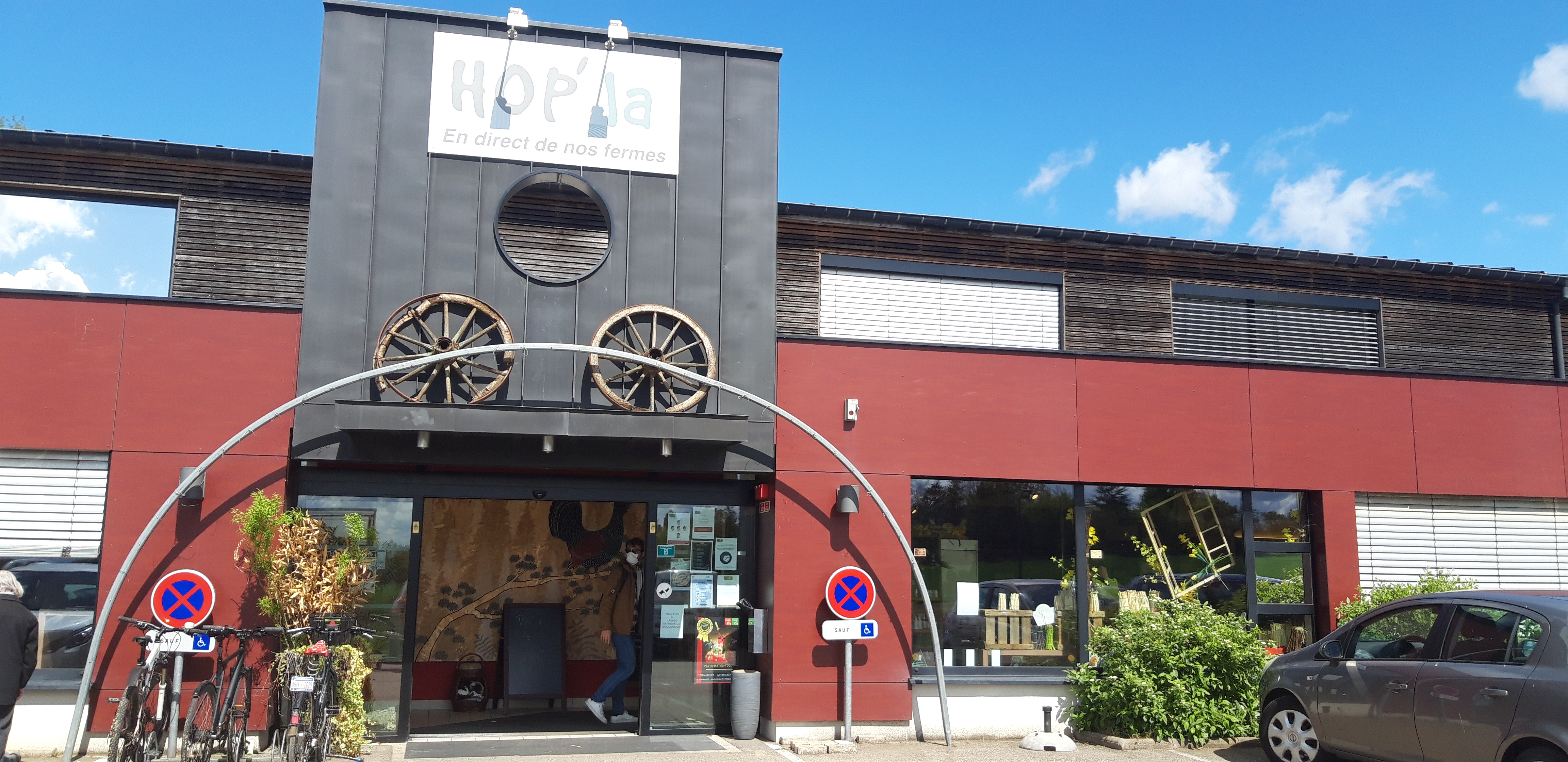
L'entrée principale du magasin.

Entre 2010 et 2012, le bâtiment est construit, pour un coût total de 1 951 200 euros, dont une participation de 117 039 euros du Fonds européen agricole pour le développement rural, au titre du « Programme de développement rural hexagonal 2007-2013 ». Le magasin ouvre ses portes en mars 2012,.
En 2013, l'affaire de la fraude à la viande de cheval crée une augmentation de la fréquentation et des achats, de nombreux consommateurs faisant confiance aux circuits courts pour être à l'écart des pratiques révélées à cette occasion.

## Produits
La coopérative propose environ 1 900 références, proposées par quinze agriculteurs travaillant dans des domaines non concurrents : bœuf, volaille, porc, poisson, produits laitiers, fruits et légumes, œufs, poissons d'élevage, miel, plantes aromatiques, crème, fromages, champignons, vins, conserves, bières, huiles, sirops, eaux de vie, jus de fruits, fleurs. Chaque producteur est présent un à deux jours par semaine sur le lieu de vente, pour rencontrer les clients et valoriser sa production et son savoir-faire.

Rayons du magasin Hop'la
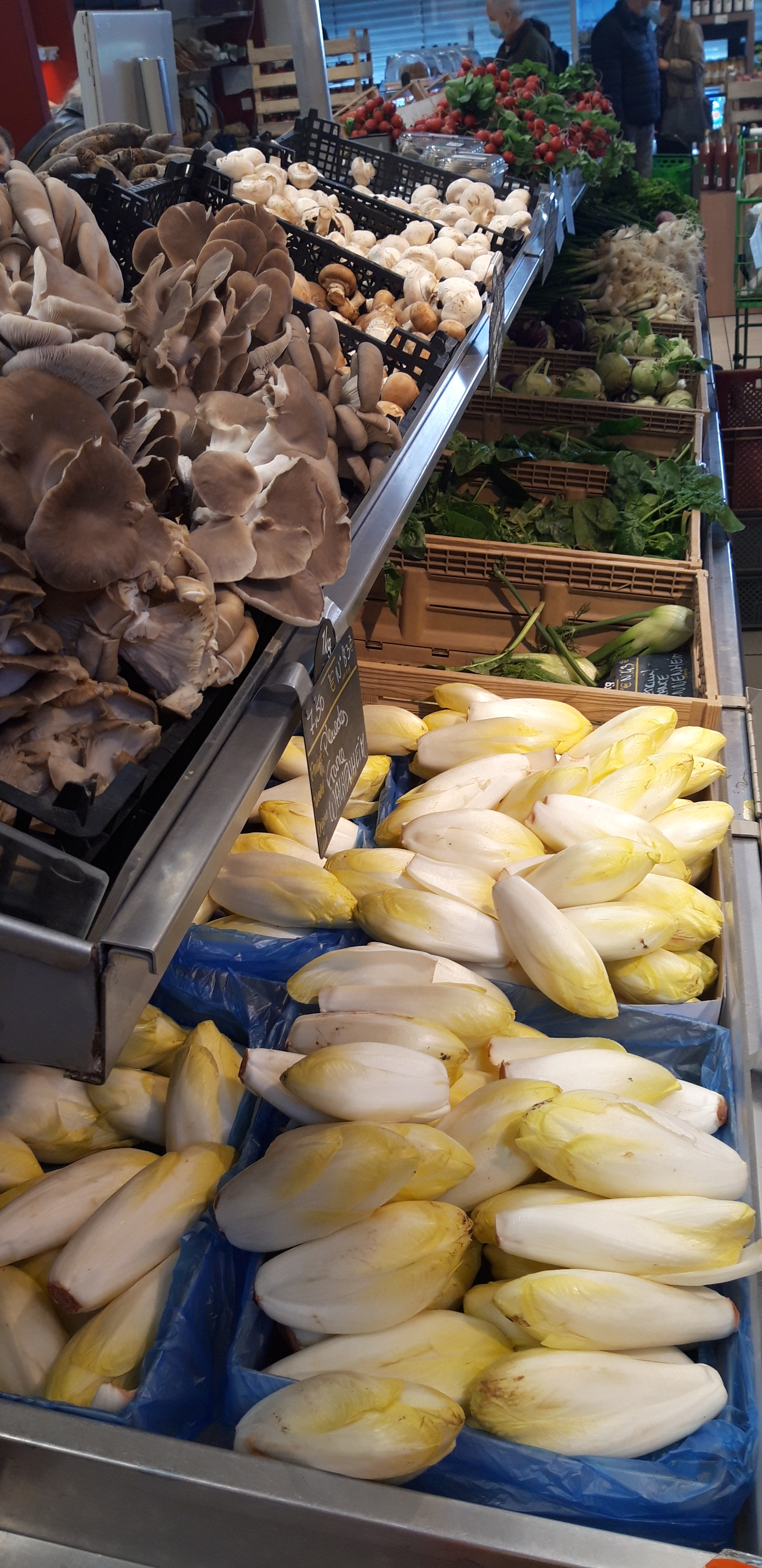
Rayon des fruits et légumes.
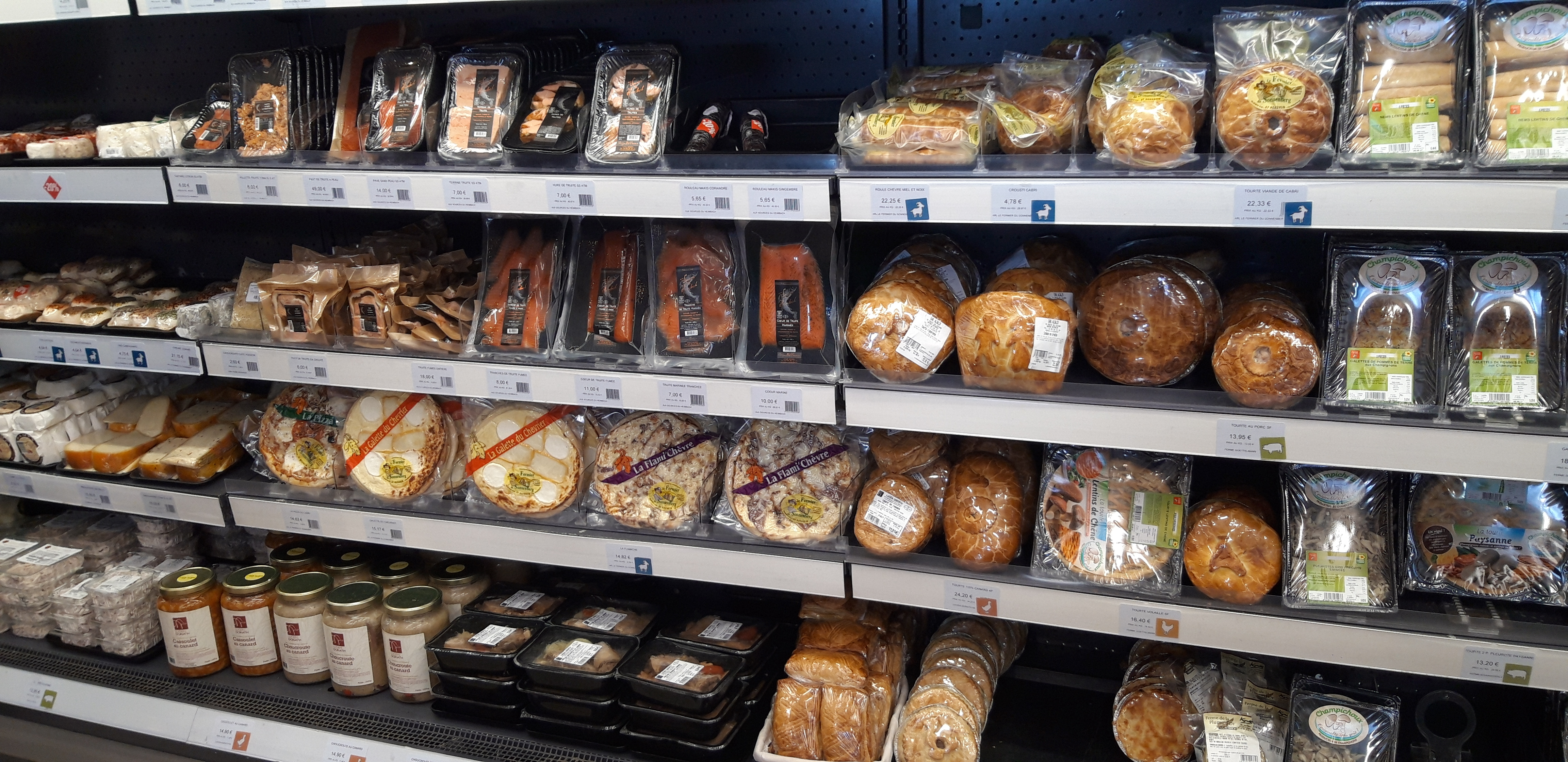
Rayon des plats cuisinés.
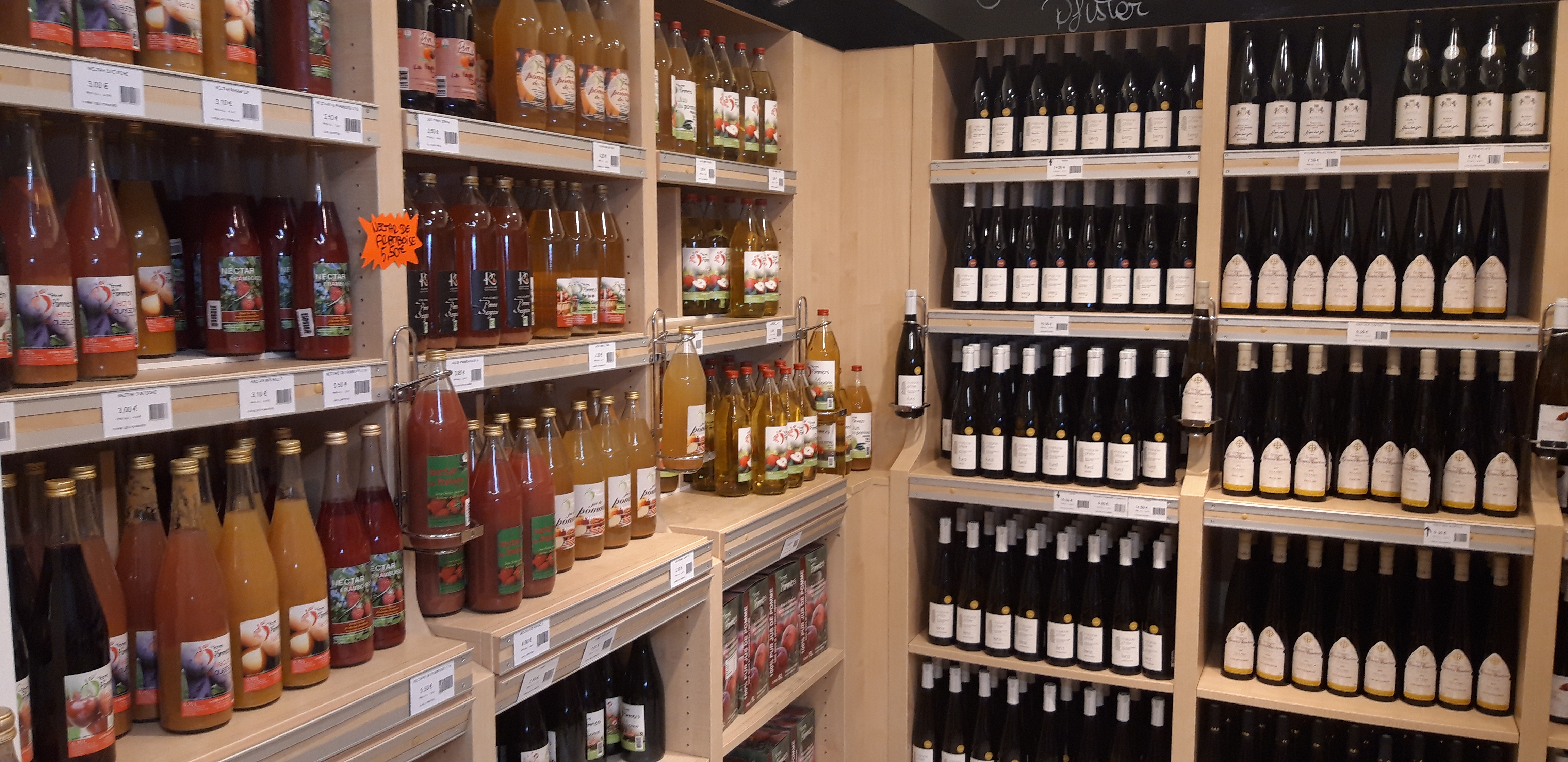
Rayon des vins et jus de fruits.
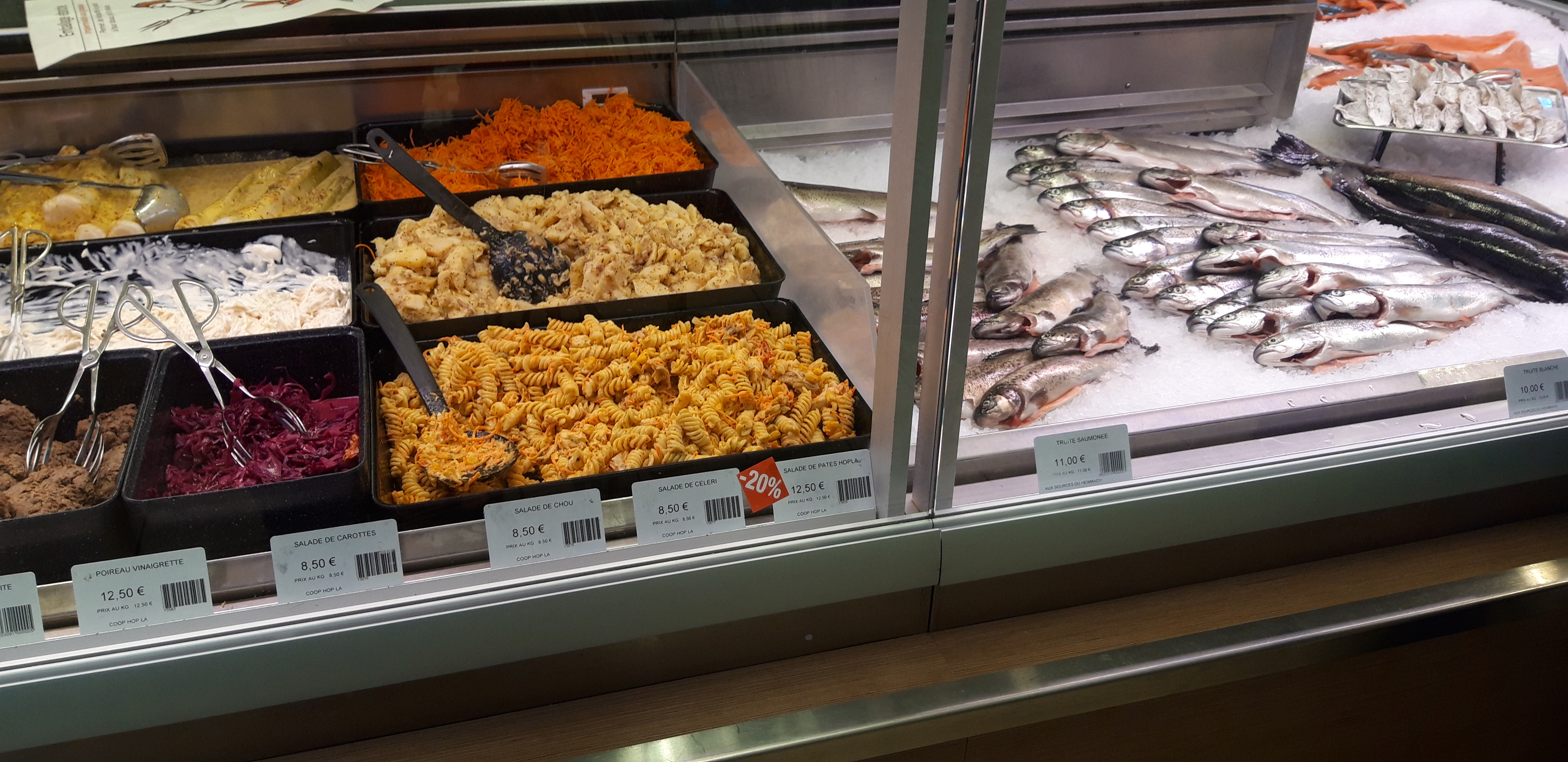
Espace traiteur.
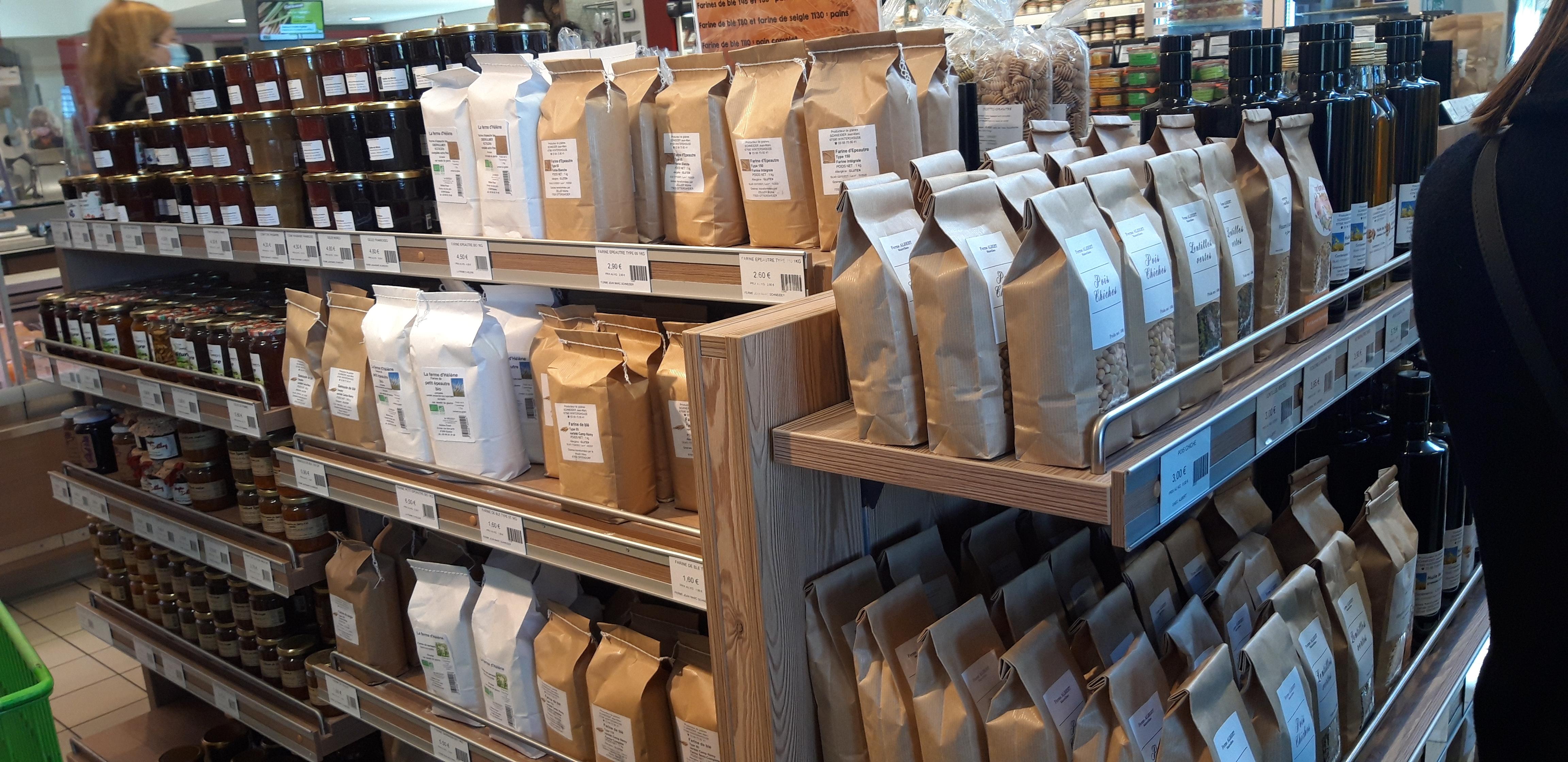
Rayon épicerie.

## Impact
Un an et demi après son ouverture, la coopérative a permis la création nette de vingt-sept emplois, pour un total de 145 salariés travaillant dans les diverses exploitations agricoles qui la fournissent. En 2015, ce sont trente-deux emplois qui ont été créés, la moitié sur le lieu de vente et l'autre dans les lieux de production pour pourvoir à l'augmentation de la production. La création de la coopérative motive aussi certains jeunes à démarrer une activité agricole ou une formation dans ce domaine.
En 2022, dix ans après l'ouverture, deux cents emplois environ dépendent d'Hop'la sur les fermes d'Alsace et de Moselle, et le nombre de salariés directs a triplé depuis la création. Soixante-cinq producteurs sont désormais référencés, et le nombre de références est passé de 1 200 à 3 500.
La zone de chalandise couvre une partie l'agglomération strasbourgeoise, du Kochersberg, mais également une clientèle allemande transfrontalière.
La coopérative n'est pas le seul débouché des producteurs, qui y vendent en moyenne un quart de leur production. À l'assemblée générale des producteurs, chacun d'entre eux à la même voix, quelle que soit l'importance de son activité.